# Pedro Jorge Barbosa
Pedro Jorge Barbosa (1968) é um jogador da selecção portuguesa de futebol de praia. Atua como defesa.